# وروار أزرق الصدر
وروار أزرق الصدر (الاسم العلمي: Merops variegatus) هو نوع من الطيور يتبع جنس الوروار من فصيلة الوروارية.